# Grilled
Grilled is de tweede aflevering van het tweede seizoen van Breaking Bad. De aflevering werd voor het eerst uitgezonden in de Verenigde Staten op 15 maart 2009.

## Verhaal
Nadat Walter en Jesse door Tuco zijn ontvoerd brengt hij ze naar een huisje in de woestijn waar de zieke oom van Tuco verblijft. De DEA en Hank hebben de hele organisatie van Tuco opgerold en Tuco denkt dat Walter en Jesse de DEA hebben geholpen. Walter en Jesse willen Tuco de ricine toedienen, en Jesse probeert Tuco te overtuigen om het op te snuiven. Op het moment dat Tuco de ricine wil snuiven vertelt Jesse dat er een speciaal ingrediënt in zit, namelijk peper. Tuco zegt daarop dat hij een hekel heeft aan peper en gooit de vergiftigde methamfetamine weg. Later als Jesse, Walter, Tuco en Hector aan tafel zitten om te gaan eten, doen Walter en Jesse de ricine in het eten van Tuco. De oom van Tuco heeft dat echter door, en drukt op zijn bel om Tuco duidelijk te maken dat hij zijn eten niet op moet eten. Tuco en Hector wisselen van bord, waarop Hector het bord op de grond gooit. Hij maakt Tuco duidelijk dat Jesse en Walter hem probeerde te vergiftigen. Tuco brengt Jesse en Walter naar een kuil, om ze te vermoorden. Jesse is in staat om een steen te pakken en Tuco te overmeesteren, en schiet Tuco in zijn zij met zijn eigen pistool. Walter en Jesse laten hem liggen en proberen te vluchten met de auto van Jesse. Hank is echter op zoek gegaan naar Walter en hij komt uit bij het huisje van Tuco. Hij is net uit de kuil opgestaan, en Hank probeert Tuco te arresteren. Tuco pakt zijn M4A1 en begint op Hank te schieten, op een gegeven moment moet Tuco herladen en kan Hank hem door zijn hoofd schieten.

## Cast
- Bryan Cranston - Walter H. White
- Anna Gunn - Skyler White
- Aaron Paul - Jesse Pinkman
- Dean Norris - Hank Schrader
- Betsy Brandt - Marie Schrader
- RJ Mitte - Walter White Jr.
- Raymond Cruz - Tuco
- Jesus Payan - Gonzo